# Polyzonus brevipes
Polyzonus brevipes là một loài bọ cánh cứng trong họ Cerambycidae.